# فومییا کوگوره
فومییا کوگوره (انگلیسی: Fumiya Kogure؛ زادهٔ ۲۸ ژوئن ۱۹۸۹) بازیکن فوتبال اهل ژاپن است.
از باشگاه‌هایی که در آن بازی کرده‌است می‌توان به باشگاه فوتبال آلبیرکس نیگاتا اشاره کرد.